# Ernestine Wegner

Ernestine Wegner

Ernestine Wegner, auch Ernestine Wegener, geborene Ernestine Kramer (* 7. März 1850 in Köln; † 2. November 1883 in Wiesbaden) war eine deutsche Theaterschauspielerin und Opernsängerin (Sopran).

## Leben

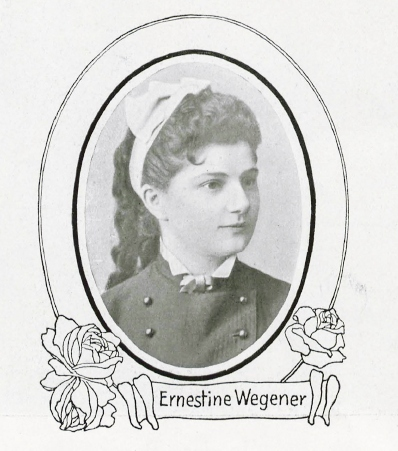
Ernestine Wegner

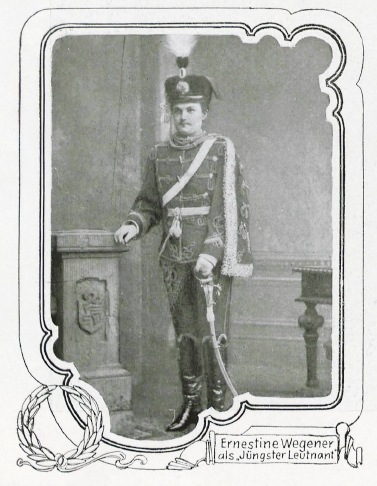
Ernestine Wegner in ihrer Paraderolle als der jüngste Leutnant

Wegner war eine Tochter des Theaterinspizienten Kramer, der aber schon sehr früh starb. Ihre Mutter heiratete schon bald in zweiter Ehe den Sänger Adolf Wegner und dieser adoptierte mit der Eheschließung auch Ernestine. Ihren ersten künstlerischen Unterricht bekam sie von ihrem Stiefvater, so dass sie schon früh in ihrer Heimatstadt in der Rolle des „Hansl“ erfolgreich debütieren konnte. Diesem Auftritt folgten nacheinander kleinere Gesangsrollen, Pagenauftritte und andere stumme Rollen.
Als ihre Eltern in der Schweiz unter Vertrag genommen wurden, begleitete Wegner sie und trat auch einige Male auf; u. a. in einigen Soubrettenrollen bei Walburg-Kramer (Luzern-St. Galler Theater). Dort erlebte sie der Schauspieler Carl Badewitz und empfahl sie Anfang 1868 Theaterdirektor Arthur Woltersdorff in Berlin. Dieser engagierte sie und bereits am 1. Mai 1868 war sie auf der Bühne des Woltersdorff-Theaters als „Goldelse“ zu sehen.
Im Winter 1871/72 holte sie Chéri Maurice ans Thalia Theater nach Hamburg. 1873 engagierte sie Franz Wallner nach Berlin (Wallner-Theater). Dort war sie erstmals am 6. Mai 1873 als „leichte Person“ zu sehen. Meist trat sie zusammen mit dem Komiker Karl Helmerding und ab dieser Zeit nannte sie ihr Publikum voller Stolz unsere Berliner Gallmeyer. Ludolf Waldmann, unter anderem Dichter und Komponist im Bereich der Unterhaltungsmusik, widmete ihr 1881 den sogenannten „Wegner-Walzer“: Ach ein Walzer ist mein Leben.
Anfang der 1880er Jahre schenkte ein bis heute (Stand 2014) unbekannter, vermögender Verehrer Ernestine den Theresienhof am Scharmützelsee. Nach Ernestines frühem Tod im November 1883 war Emilia Wegner geb. Kramer, wahrscheinlich eine jüngere Schwester, im Kataster als Besitzerin vermerkt. Wie aus einem Brief hervorgeht, wohnte auf dem Landgut zumindest 1890 auch der Stiefvater Adolf Wegner, bevor der Hof, wahrscheinlich 1892, weiterverkauft wurde.
Den Fähnrich Bernhard – eine ihrer Paraderollen – gab die Künstlerin 112-mal und in dieser Rolle verabschiedete sich Wegner am 30. April 1883 von ihrem Publikum. Schon seit einiger Zeit kränklich, fuhr sie zur Kur nach Bad Pyrmont. Da sich keinerlei Besserung einstellen wollte, unternahm sie im September desselben Jahres eine weitere Kur in Wiesbaden, wo sie am 2. November 1883 starb. Am 6. November fand ihre Beisetzung auf dem Friedhof II der Georgen-Parochialgemeinde in Berlin-Friedrichshain statt und ihr zu Ehren wurde im Wallnertheater eine ergreifende Trauerfeier veranstaltet.

## Rezeption
Von den zahllosen Rollen, welche sie geschaffen und dann oft hundertmal („Lieschen Spröde“ 288mal) hintereinander gespielt hat, war jede höchst originell und charakteristisch gestaltet, getragen von glänzender Laune und herzlichem Humor. Durch Gastspiele errang sie auch in andern Städten (namentlich 1876 in Wien) große Erfolge.

„Ernestine Wegner vermochte nicht bloß zum Lachen zu reizen, sie wußte auch weiche, sentimentale Töne anzuschlagen und zu rühren. Keiner von uns allen, die wir sie so oft gesehen haben, hat den Eindruck vergessen, den sie hervorzubringen sicher war, wenn sie als lustige, aber herzensgute, edle Schwester ihr Mündchen verzog und ihre Stirn in Falten legte, um ihren ungeratenen Bruder über dessen leichtsinnigen Lebenswandel bittere Vorwürfe zu machen; wenn sie als wohltätige Freundin mit unterdrückten Tränen dem armen Verlaßenen heimlich einen Korb mit Essen brachte und ihm einen Taler in die Hand gleiten ließ; wenn sie als ganz junge Mutter an der Wiege ihres kranken Kindes mit tränenerstickter Stimme inbrünstige Bitten zum Himmel sandte“

## Rollen (Auswahl)
- Hansl – Der Verschwender (Ferdinand Raimund)
- Hirtenknabe – Tannhäuser und der Sängerkrieg auf Wartburg (Richard Wagner)
- Barbarina – Figaros Hochzeit (Wolfgang Amadeus Mozart)
- Zeitungsjunge – Berliner Bauernfänger oder die Geheimnisse der Residenz (Albert Hopf)
- Tini – Milchmädchen von Schöneberg (Wilhelm Mannstaedt)
- Lieschen Spröde – Auf eignen Füßen (Emil Pohl)
- Karoline – Wir Barbaren (Ernst von Wolzogen)
- Fähnrich Bernhard – Der jüngste Leutnant (Eduard Jacobson)
- Emma – Mein Leopold (Adolph L’Arronge)
- Lilly – Ihre Familie
- Pauline – Die Lachtaube (Eduard Jacobson)
- Marie – Der Compagnon (Adolph L’Arronge)
- Vera – Der Mann im Monde (Eduard Jacobson)